# Fairview Heights
Fairview Heights is een plaats (city) in de Amerikaanse staat Illinois, en valt bestuurlijk gezien onder St. Clair County.

## Demografie
Bij de volkstelling in 2000 werd het aantal inwoners vastgesteld op 15.034. In 2006 is het aantal inwoners door het United States Census Bureau geschat op 16.587, een stijging van 1553 (10,3%).

## Geografie
Volgens het United States Census Bureau beslaat de plaats een oppervlakte van 29,1 km², waarvan 28,9 km² land en 0,2 km² water.

## Plaatsen in de nabije omgeving
De onderstaande figuur toont nabijgelegen plaatsen in een straal van 12 km rond Fairview Heights.